# Дороге (Дніпровський район)
Дороге́ — село в Україні, у Новоолександрівській сільській територіальній громаді Дніпровського району Дніпропетровської області. Населення за переписом 2001 року становило 239 осіб.

## Географія
Село Дороге розкинулося на двох берегах річки Войцехова балка — лівої притоки річки Мокра Сура, що протікає в глибокій долині, в яку впадає річка Бельба. Село є південним передмістям міста Дніпра і входить до складу Дніпровської агломерації. На сході межує — з селищами Краснопілля і Мирне, що входять до складу Дніпра.

## Опис
Село активно забудовується у бік міста Дніпра на лівому березі річки Балка Войцехова між Мирним і Краснопіллям. В селі одна вулиця Миколаївська (раніше мала назву Татарська).
Населення в 1989 році становило 270 осіб, у 2001 р. — 239, зараз населення збільшується внаслідок активної забудови села мешканцями міста Дніпра.
У селі відсутня промисловість. За 2 км на північний схід розташований завод Дніпрошина.

## Історія
Виникло у 1920-ті роки як хутір Дорогий.

## Населення

### Мова
Розподіл населення за рідною мовою за даними перепису 2001 року:
| Мова       | Кількість | Відсоток |
| ---------- | --------- | -------- |
| українська | 192       | 80.33%   |
| російська  | 47        | 19.67%   |
| Усього     | 239       | 100%     |

## Релігія
В селі знаходиться Свято-Миколаївський храм.

## Персоналії
- Саєнко Дмитро Олександрович (1981—2016) — боєць Української добровольчої армії; учасник російсько-української війни.